# Davide Santon
Davide Santon (ur. 2 stycznia 1991 w Portomaggiore) – włoski piłkarz, grający na pozycji prawego obrońcy w AS Roma. Często gra również jako lewy obrońca.

## Kariera klubowa

### Początki kariery
Przed 2001 rokiem Santon szkolił się jako junior w Ravennie Calcio. W wieku 10 lat trafił do młodzieżowego zespołu Interu. Zainteresowany nim był również A.C. Milan, a także Manchester United i Chelsea F.C. Zdobywał mistrzostwo w młodzieżowych rozgrywkach: Giovanissimi oraz Allievi. Następnie grał w zespole Primavery Interu.

### Sezon 2008/2009 – debiut w rozgrywkach seniorskich
Na początku sezonu 2008/2009 zrobił wrażenie na nowym trenerze klubu z Mediolanu Jose Mourinho, który początkowo dał mu szansę występu w kilku sparingach, po czym Santon został powołany przez Jose Mourinho na mecze drużyny Interu Mediolan w fazie grupowej Ligi Mistrzów w sezonie 2008/2009. Ponadto Santon został na stałe włączony do kadry pierwszego zespołu i został nazwany przez Mourinho fenomenem.
Santon w Interze zadebiutował 21 stycznia 2009 w meczu o Puchar Włoch z AS Romą (2-1). Wystąpił wtedy na pozycji lewego obrońcy i grał w tym meczu przez całe 90 minut, zalicząjąc bardzo dobry debiut. Swój pierwszy występ w Serie A Włoch zaliczył 25 stycznia 2009, a więc zaledwie cztery dni po meczu z Romą. Ponownie zagrał na pozycji lewego obrońcy i znów zagrał pełne 90 minut. Po kilku występach w podstawowym składzie klubu z Mediolanu dnia 7 lutego 2009 Santon zaliczył w meczu przeciwko US Lecce swoją pierwszą oficjalną asystę (przy golu Luisa Figo). 15 lutego 2009 Santon wystąpł w swoich pierwszych Derbach Mediolanu w karierze. 24 lutego Davide zadebiutował w Lidze Mistrzów. Zagrał przez całe 90 minut w meczu 1/8 finału, przeciwko Manchesterowi United i miał za zadanie powstrzymywać ataki Cristiano Ronaldo i wielu ekspertów stwierdziło iż Włochowi udało się wyłączyć Portugalczyka z gry.
Po serii kilkunastu występach z rzędu w meczu z Juventusem (18 kwietnia 2009) Santon nie zagrał, przesiadując całe spotkanie na ławce rezerwowych, ale 5 dni później powrócił do składu, zaliczając pełne 90 minut w meczu Pucharu Włoch przeciwko Sampdorii.

### Sezon 2009/2010
Swój pierwszy mecz w sezonie 2009/2010 Santon rozegrał w 4. kolejce Serie A w meczu przeciwko Parmie. Davide rozegrał całe spotkanie. W listopadzie doznał poważnej kontuzji kolana, która wyeliminowała go z gry na kilka miesięcy. Na skutek jego słabszej dyspozycji zaczęto spekulować o możliwości wypożyczenia Włocha do zespołu Genoa CFC z myślą o powołaniu Santona na Mistrzostwa Świata w Piłce Nożnej 2010. Ostatecznie do transferu nie doszło, a Santon nie został powołany przez Marcello Lippiego na turniej w Południowej Afryce. Do składu Interu powrócił w styczniu, zmieniając w trakcie meczu z AS Bari Cristiana Chivu. Niedługo później Santon ponownie doznał kontuzji i został wyeliminowany na 5 tygodni.

### Sezon 2010/2011
Po przedwczesnym zakończeniu poprzedniego sezonu, Davide zapowiadał, że po wyleczeniu kontuzji, w nowym sezonie, będzie grał w pierwszym składzie Interu, a także to, że powtórzenie sukcesu jego drużyny z poprzedniego sezonu – zdobycie potrójnej korony, jest możliwe. 4 września 2010 telewizja Sky poinformowała o kolejnej kontuzji kolana Santona. 19 września 2010 w trzeciej kolejce Serie A, Santon zaliczył swój pierwszy oficjalny mecz w tym sezonie, zmieniając w 79. minucie spotkania Dejana Stankovicia. Rywalem Interu było US Palermo, a mecz zakończył się wynikiem 2:1 dla Mediolańczyków.

### Sezon 2011/2012
Santon podpisał 5-letni kontrakt z Newcastle United.

## Kariera reprezentacyjna

### Reprezentacje młodzieżowe
W 2007 roku Davide Santon zadebiutował w młodzieżowej reprezentacji Włoch. Najpierw zagrał w zespole do lat 16. Wystąpił w nim w czterech spotkaniach i zdobył dwie bramki. Kilka miesięcy grał dla drużyny do lat 17. Zagrał tam 12 razy i strzelił dwa gole. W 2008 grał dla reprezentacji do lat 20. Rozegrał tam 2 mecze. 31 marca 2009 roku Davide rozegrał swój pierwszy mecz w zespole Włoch U-21 przeciwko Holandii. Mecz ten zakończył się wynikiem 1-1. 15 maja 2009 roku Santon został wybrany do listy 40. zawodników, z wśród których trener reprezentacji U-21 wybierze graczy, którzy będą reprezentować kraj w Mistrzostwach Europy U-21 2009.
, ale ostatecznie 1 czerwca nie został wybrany do kadry na ten turniej.
| Reprezentacja | Lata      | Występy | Gole |
| ------------- | --------- | ------- | ---- |
| Włochy U-16   | 2007      | 4       | 2    |
| Włochy U-17   | 2007–2008 | 12      | 2    |
| Włochy U-20   | 2008      | 2       | 0    |
| Włochy U-21   | 2008      | 12      | 0    |

### Reprezentacja seniorów
W lutym 2009 roku trener reprezentacji Marcello Lippi stwierdził, że Santon zasługuje na powołanie i 28 maja 2009 roku powołał go do kadry dorosłej reprezentacji Włoch na towarzyskie spotkanie z Irlandią Północną. 4 czerwca 2009 roku trener włoskiej kadry ogłosił skład na Puchar Konfederacji, w którym znalazł się Santon. Na boiskach w Republice Południowej Afryki występował z numerem 2. W seniorskiej reprezentacji Santon zadebiutował podczas wygranego 3:0 meczu z Irlandią Północną, kiedy to rozegrał pełne 90 minut.

#### Lista meczów
| # | Przeciwnik        | Wynik | Czas gry  | Rozgrywki                    | Miejsce             |
| - | ----------------- | ----- | --------- | ---------------------------- | ------------------- |
| 1 | Irlandia Północna | 3:0   | 90 minut  | Mecz towarzyski              | Piza, Włochy        |
| 2 | Nowa Zelandia     | 4:3   | 66 minut  | Mecz towarzyski              | Pretoria, RPA       |
| 3 | Szwajcaria        | 0:0   | 44 minuty | Mecz towarzyski              | Bazylea, Szwajcaria |
| 4 | Gruzja            | 2:0   | 18 minut  | Eliminacje Mistrzostw Świata | Tbilisi, Gruzja     |
| 5 | Cypr              | 3:2   | 90 minut  | Eliminacje Mistrzostw Świata | Udine, Włochy       |

## Statystyki kariery
(Stan na 24 lutego 2019 r.)
| Klub               | Sezon              | Liga  | Liga | Puchar kraju | Puchar kraju | Puchary europejskie | Puchary europejskie | Inne  | Inne | Ogółem | Ogółem |
| Klub               | Sezon              | Mecze | Gole | Mecze        | Gole         | Mecze               | Gole                | Mecze | Gole | Mecze  | Gole   |
| ------------------ | ------------------ | ----- | ---- | ------------ | ------------ | ------------------- | ------------------- | ----- | ---- | ------ | ------ |
| Inter Mediolan     | 2008/2009          | 16    | 0    | 2            | 0            | 2                   | 0                   | 0     | 0    | 20     | 0      |
| Inter Mediolan     | 2009/2010          | 12    | 0    | 2            | 0            | 1                   | 0                   | 0     | 0    | 15     | 0      |
| Inter Mediolan     | 2010/2011          | 12    | 0    | 1            | 0            | 4                   | 0                   | 1     | 0    | 18     | 0      |
| Inter Mediolan     | Łącznie            | 40    | 0    | 4            | 0            | 7                   | 0                   | 1     | 0    | 53     | 0      |
| Cesena (wyp.)      | 2010/2011          | 11    | 0    | 0            | 0            | –                   | –                   | –     | –    | 11     | 0      |
| Newcastle United   | 2011/2012          | 24    | 0    | 2            | 0            | –                   | –                   | 1     | 0    | 27     | 0      |
| Newcastle United   | 2012/2013          | 31    | 1    | 1            | 0            | 6                   | 0                   | 0     | 0    | 38     | 1      |
| Newcastle United   | 2013/2014          | 27    | 0    | 1            | 0            | –                   | –                   | 0     | 0    | 28     | 0      |
| Newcastle United   | 2014/2015          | 0     | 0    | 1            | 0            | –                   | –                   | 0     | 0    | 1      | 0      |
| Newcastle United   | Łącznie            | 82    | 1    | 5            | 0            | 6                   | 0                   | 1     | 0    | 94     | 1      |
| Inter Mediolan     | 2014/2015          | 9     | 0    | 1            | 0            | 4                   | 0                   | –     | –    | 14     | 0      |
| Inter Mediolan     | 2015/2016          | 12    | 0    | 1            | 0            | –                   | –                   | –     | –    | 13     | 0      |
| Inter Mediolan     | 2016/2017          | 14    | 0    | 0            | 0            | 1                   | 0                   | –     | –    | 15     | 0      |
| Inter Mediolan     | 2017/2018          | 15    | 0    | 0            | 0            | –                   | –                   | –     | –    | 15     | 0      |
| Inter Mediolan     | Łącznie            | 50    | 0    | 2            | 0            | 5                   | 0                   | 0     | 0    | 57     | 0      |
| AS Roma            | 2018/2019          | 13    | 0    | 0            | 0            | 4                   | 0                   | –     | –    | 17     | 0      |
| Łącznie w karierze | Łącznie w karierze | 196   | 1    | 11           | 0            | 22                  | 0                   | 2     | 0    | 231    | 1      |

## Sukcesy
| Tytuł                      | Klub           | Kraj   | Rok  |
| -------------------------- | -------------- | ------ | ---- |
| Serie A                    | Inter Mediolan | Włochy | 2009 |
| Serie A                    | Inter Mediolan | Włochy | 2010 |
| Puchar Włoch               | Inter Mediolan | Włochy | 2010 |
| Superpuchar Włoch          | Inter Mediolan | Włochy | 2010 |
| Liga Mistrzów              | Inter Mediolan | Włochy | 2010 |
| Klubowe mistrzostwa świata | Inter Mediolan | Włochy | 2010 |